# Symplocos vatteri
Symplocos vatteri là một loài thực vật có hoa trong họ Dung. Loài này được Standl. & Steyerm. miêu tả khoa học đầu tiên năm 1947.